# Trance Energy
L'Energy è un festival musicale olandese di musica dance, avente come protagonisti DJ di electronic dance music.
In passato era chiamato più precisamente Trance Energy, in quanto costituiva il principale festival del mondo che proponeva sola musica trance (altri festival propongono trance, ma spesso accompagnata da altri stili di musica elettronica). Dall'edizione 2011 il festival ha aperto anche ad altri generi (tra cui principalmente electro house e progressive house) e, proprio per questo motivo, ha cambiato denominazione.

## Descrizione dell'evento
L'evento è organizzato dalla ID&T, iniziò nel 1999 e continua ancora oggi, in varie sedi diverse in giro per i Paesi Bassi, due volte all'anno. Tradizionalmente c'era la "piccola" edizione e quella "grande" ogni anno. Nel 2002 la piccola edizione non riuscì a esaurire i suoi 20.000 biglietti (solo 15.000 vennero venduti) e da allora il Trance Energy fu presentato solo una volta all'anno al Jaarbeurs convention center, a Utrecht nei Paesi Bassi dove ogni anno l'evento è sold out. Dall'audience tutto olandese dei primi anni, ora ci sono molti visitatori internazionali, principalmente dall'Unione europea, ma qualche volta anche da altre parti del mondo. La grande notorietà del festival è stata data anche grazie ai bootlegs dei dj mixing e ad alcuni video ufficiali della passata edizione.
Dall'edizione del 2003 del Trance Energy, solitamente il party si suddivide su tre diverse sale localizzate in varie aree del Jaarbeurs convention center e connesse tramite dei corridoi:
- Il Mainstage (capacità: 20.000 persone) dove i Dj di spicco eseguono il loro set durante la nottata. I set durano solitamente tra l'una e le due ore. Imponenti light show con laser, luci e fuochi pirotecnici accompagnati con ballerini, performance live, ecc. vengono solitamente proposti. Il setup è tipico dei "classici" party trance: minime decorazioni con la gran parte dell'ambientazione creata dalle luci e dagli elementi strutturali per allestirle. Solo la dimensione crea la differenza.
- La Madhouse (capacità: 5.000 persone) solitamente organizzata da DJ Jean (un famoso dj olandese) che evidenzia molto la house e la musica da club. La sala è a volte criticata da alcuni visitatori, che trovano che la musica eseguita in essa sia molto distante dal tema "trance" dell'evento. Insieme a DJ Jean, altri dj suonano qui.
- La terza sala cambia nome ogni anno (capacità: 5.000 persone) ed è più affine alla trance suonata nella mainstage. La sala frequentemente presenta alcuni nomi di dj molto famosi, che hanno maggiore abilità a correre rischi, musicalmente parlando, di quanti ne potrebbero trovare accedendo al mainstage. Il risultato e che non è raro che alcuni artisti eseguono una performance nel mainstage e ne eseguano un altro in questa sala, come fu nel caso con Armin van Buuren nell'edizione del 2006.

Dal 2007, si è aggiunto una quarta sala, Hardstage, dove vengono proposte le varianti più dure della musica trance. Al contrario delle aspettative, la ID&T non rilascia molti biglietti doverosi per questa sala dove era installata la chillout area. Questa sala è stata annunciata per l'edizione 2008 e diventerà permanente nei prossimi Trance Energy.
Ai visitatori sono proposti alcuni servizi, fra cui un'enorme cassetta di sicurezza (per gli ospiti che mettono lì i loro vestiti all'ingresso) e un efficiente servizio di cibo e bevande situato nella chillout area.
Nonostante il party sia presentato nei Paesi Bassi, non sono ammesse droghe leggere all'interno del festival. Questo è dovuto all'amministrazione municipale di Utrecht, che impone tolleranza zero a tutti i party in Jaarbeurs. Tutte le persone che entrano sono perquisite alla ricerca di droghe illecite. Questa politica di tolleranza zero alle droghe nei dance party è ora divenuta comune nei Paesi Bassi ed è più severa in città come Arnhem.

## Fama dell'evento
Inizialmente questo evento è stato reso famoso grazie ai media nei Paesi Bassi (tv e radio broadcast). La broadcast venne registrata e fu messa in circolazione su internet. Siccome molti paesi non hanno festival di musica elettronica di quelle dimensioni, i video fecero un'enorme impressione sugli stranieri che li vedevano e questo aiutò ad incrementare la fama internazionale dell'evento. Come risultato il Trance Energy, divenne "il posto da esserci" per i dj, per chi si dedica alla trance e quasi tutte le grandi star della trance partecipano al festival. I Bootlegged DJ sets del Trance Energy sono molto popolari e il loro numero è ora considerato "classico" dalla comunità trance.
Infine il numero delle sale e i brevi set permettono di far suonare numerosi artisti. Come risultato nella formazione si trova il meglio del meglio dei dj della scena Trance. L'edizione 2009 include alcuni famosi dj trance come Armin van Buuren, Paul van Dyk, Johan Gielen, John O'Callaghan, Rank 1 e molti altri.

## Critiche
Le principali critiche che vengono fatte all'evento sono:
- I dj sets troppo corti, in quanto vengono invitati molti dei migliori dj del mondo e il risultato è che l'ammontare di rischi e creatività nei set è molto ridotto. Alcuni dj non hanno alcuna difficoltà ad amministrare i loro piccoli set, mentre altri producono set meno creativi.
- Lo stato dell'evento Trance-only a livello europeo è di tutto rispetto, le performance al Trance Energy sono molto spesso bootlegged e distribuite su internet. Il potenziale per questa distribuzione aumenta la pressione alla quale vanno incontro i dj, specialmente quando suonano nel mainstage.
- Benché il volume non sia oggetto di molte proteste, in alcune delle sale viene spesso alzato a livelli estremi nelle ultime ore della manifestazione.

## Edizioni
Di seguito un elenco delle varie edizioni:
| Edizione        | Data       | Luogo                 | Tema                                                 | Spettatori        |
| 1               | 30-4-1999  | Beursgebouw Eindhoven |                                                      | 8 500 (Esaurito)  |
| 2               | 30-8-1999  | Statenhal L'Aia       |                                                      | 10 000 (Esaurito) |
| 3 (Trance 2000) | 31-12-1999 | Beursgebouw Eindhoven |                                                      | 8 500 (Esaurito)  |
| 4               | 29-4-2000  | Beursgebouw Eindhoven |                                                      | 8 500 (Esaurito)  |
| 5               | 30-9-2000  | Thialf Heerenveen     | Svenson & Gielen - The Beauty of Silence             | 20 000 (Esaurito) |
| 6               | 17-2-2001  | Jaarbeurs Utrecht     | Push - Strange World                                 | 30 000 (Esaurito) |
| 7               | 20-10-2001 | Thialf Heerenveen     | Svenson & Gielen - Twisted                           | 20 000 (Esaurito) |
| 8               | 16-2-2002  | Jaarbeurs Utrecht     | Svenson & Gielen - We Know What You Did              | 30 000 (Esaurito) |
| 9               | 21-9-2002  | Thialf Heerenveen     | Svenson & Gielen - Answer The Question               | 15 000            |
| 10              | 15-2-2003  | Jaarbeurs Utrecht     | Cygnus X - Positron                                  | 30 000 (Esaurito) |
| 11              | 31-1-2004  | Jaarbeurs Utrecht     | Svenson - Sunlight Theory                            | 30 000 (Esaurito) |
| 12              | 12-2-2005  | Jaarbeurs Utrecht     | Rank 1 - Beats@Rank-1 Dotcom                         | 30 000 (Esaurito) |
| 13              | 11-2-2006  | Jaarbeurs Utrecht     | Marcel Woods - Advanced                              | 30 000 (Esaurito) |
| 14              | 3-3-2007   | Jaarbeurs Utrecht     | Joop - The Future                                    | 30 000 (Esaurito) |
| 15              | 23-2-2008  | Jaarbeurs Utrecht     | Ernesto Vs Bastian - Thrill                          | 30 000 (Esaurito) |
| 16              | 7-3-2009   | Jaarbeurs Utrecht     | Rank 1 - L.E.D. There Be Light                       | 30 000 (Esaurito) |
| 17              | 3-4-2010   | Jaarbeurs Utrecht     | Sander Van Doorn - Renegade                          | 27 000            |
| 18 (Energy)     | 19-2-2011  | Jaarbeurs Utrecht     | Jochen Miller - Classified                           | 20 000            |
| 19 (Energy)     | 3-3-2012   | Jaarbeurs Utrecht     | Hardwell - Cobra                                     | 15 000            |
| 20 (Energy)     | 2-3-2013   | Ziggo Dome Amsterdam  | Sunnery James & Ryan Marciano, Jaz Von D - Firefaces | 14 000            |